# Ebenweiler
Ebenweiler település Németországban, azon belül Baden-Württembergben. Lakosainak száma 1402 fő (2023. december 31.). Ebenweiler Boms, Fleischwangen és Fronreute községekkel határos.

## Népesség
A település népessége az elmúlt években az alábbi módon változott:
| Lakosok száma | 562  | 602  | 626  | 701  | 764  | 901  | 1063 | 1155 | 1206 | 1402 |
|               | 1961 | 1967 | 1974 | 1980 | 1987 | 1993 | 2000 | 2006 | 2013 | 2023 |